# 魚洗
魚洗，又稱龍洗，「洗」是黃銅臉盆古稱。因器皿花紋多雕刻魚，雕刻龍則稱「龍洗」；發明時間約略在1700年前晉朝，現存最知名古代魚洗存放在浙江省杭州虎跑寺、杭州博物館之「陰陽魚洗盆」。
当使用者用双手快速摩擦铜盆两边的耳朵时，使盆壁产生了自激振荡。而这种震动在水面上传播，并且与盆壁反射回来的反射波叠加，形成二维柱波使能量储存起来，当那些能量比较大的水珠就会跳起来。

## 參看
- 造纸术